# 小行星4246
小行星4246（英語：4246 Telemann）是一颗围绕太阳公转的小行星。1982年9月24日，佛蒙特·伯根在陶腾堡发现了此天体。
这颗小行星的绝对星等为239.54431等。